# Lycosa tetrophthalma
Lycosa tetrophthalma är en spindelart som beskrevs av Cândido Firmino de Mello-Leitão 1939. 
Lycosa tetrophthalma ingår i släktet Lycosa och familjen vargspindlar. Artens utbredningsområde är Paraguay. Inga underarter finns listade i Catalogue of Life.